# ユートピア (2018年の映画)
『ユートピア』は、2018年4月28日トリウッドで公開の日本のSFファンタジー映画。伊藤峻太監督が構想7年、制作に5年かけた自主映画。

## 概要
童話「ハーメルンの笛吹き男」に着想を得、トマス・モアのユートピア、ノアの方舟等の神話、現代の太陽風などの問題を含め、製作されたオリジナルのSFファンタジー。

映画内で使用されている、ユートピア語は監督の伊藤峻太と撮影の椎名遼が作成。文法などもきちんと作られている。

## ストーリー
ある夏の朝、まみが目を覚ますと外は雪が降り、電気や水などライフラインも途絶。そして謎の少女ベアが現れる。やがて、ベアが1284年にドイツのハーメルンで笛吹き男にさらわれた130人の子どものうちのひとりであることがわかる。同じ頃、東京から子供の達の姿が消え始め、物語が展開してゆく。

## スタッフ
- プロデューサー：大槻貴宏
- 監督・脚本・VFX：伊藤峻太
- 助監督：市原博文
- 撮影・音楽：椎名遼
- 美術：阿部晴果、倉田奈純
- 制作・衣装制作：湯浅志保子
- ラインプロデューサー：山本達也

## キャスト
- まみ：松永祐佳[1]
- ベア：ミキ・クラーク[2]
- エアリ：高木万平
- コニ：森郁月
- 岡英雄：吉田晋一[3]
- マグス：地曵豪
- オールデ：ウダタカキ
- ウォン：まなせゆうな

## 受賞歴
- Seisho Cinema Fes 2019 中長編部門グランプリ[6]
- 福井映画祭 第13回長編部門グランプリ[7]

## 挿入曲
- 『交響曲第九番 第四楽章』 作曲：ルートヴィヒ・ヴァン・ベートーヴェン
- 『桃太郎』 作詞：文部省唱歌 作曲：岡野貞一
- 『こいのぼり』 作詞・作曲：文部省唱歌
- 『故郷』 作詞：高野辰之 作曲：岡野貞一
- 『かたつむり』 作詞：葛原しげる 作曲：小松耕輔
- 『登山電車』 作詞：椎名遼 作曲：DENZA LUIGI
- 『うらしまたろう』 作詞・作曲：文部省唱歌

## アルバム
- 映画『ユートピア』（2018年 伊藤峻太監督）のオリジナル・サウンドトラック。本作で撮影監督もつとめた椎名遼が担当。主題歌の『リピーター』も収録。作詞・作曲は監督の伊藤峻太。

### 収録曲
1. 再会の夢
2. 始まる
3. ここはどこ？
4. 真夏の雪
5. 異国から
6. 不審者のテーマ
7. 700年
8. 手がかりを求めて
9. 合流
10. はじめての音楽
11. 浦島太郎
12. 語られる火
13. 汚れた人
14. 路地裏の追跡
15. 交戦
16. 黒い災い
17. 夢の国
18. のこされたもの
19. 望み
20. 総合病院の悪夢
21. 悪魔の贖罪
22. めざめ
23. 地下鉄車両基地
24. 王の意志
25. ユートピア
26. 青い鳥
27. リピーター
28. リピーター(Instrumental)